# زن نابینای سورنتو (فیلم ۱۹۳۴)
زن نابینای سورنتو (انگلیسی: The Blind Woman of Sorrento) یک فیلم درام ایتالیایی به کارگردانی نونتسیو مالاسوما است که در سال ۱۹۳۴ منتشر شد. از بازیگران آن می‌توان به دریا پائولا، آنا مانیانی، میراندا بونانسئا، کارلو دوسه و دینو دی لوکا اشاره کرد.